# IV Concurs de castells de Tarragona
El IV Concurs de castells de Tarragona tingué lloc el 22 d'agost de 1954 a la plaça de braus de Tarragona, actual Tarraco Arena Plaça, en el marc de la commemoració del centenari de la Rambla Nova. Fou el novè concurs de castells de la història i la segona de tres edicions del concurs de castells de Tarragona celebrades la dècada del 1950. La primera d'aquestes tres edicions fou l'any 1952, dinou anys després de l'anterior concurs (1933), i l'última el 1956, any en què es deixà de celebrar la competició fins al 1970.
Hi van participar cinc colles: els Castellers de Vilafranca, la Colla Nova dels Xiquets de Tarragona, la Colla Vella dels Xiquets de Valls, la Colla Vella dels Xiquets de Tarragona i els Nens del Vendrell. La victòria fou per la Colla Vella dels Xiquets de Valls, que descarregà el 2 de 7, el 3 de 7 aixecat per sota i carregà el 3 de 8.

## Classificació
| Resultat              |
| --------------------- |
| Descarregat (D)       |
| Carregat (C)          |
| Intent (I)            |
| Intent desmuntat (ID) |

En el IV Concurs de castells de Tarragona hi van participar 5 colles.
Llegenda
a: amb agulla o pilar al mig
ps: aixecat per sota
| Pos | Colla                                 | 1a ronda | 2a ronda | 3a ronda | 4a ronda | 5a ronda  | Punts |
| --- | ------------------------------------- | -------- | -------- | -------- | -------- | --------- | ----- |
| 1   | Colla Vella dels Xiquets de Valls     | 2de7     | 3de7ps   | 4de7a    | 3de8(c)  | Pde6(i)   | 2.670 |
| 2   | Nens del Vendrell                     | 4de7a(c) | 3de7ps   | 3de7     | –        | –         | 1.550 |
| 3   | Colla Vella dels Xiquets de Tarragona | 4de7a(c) | 3de7ps   | 2de6(c)  | –        | –         | 1.510 |
| 4   | Castellers de Vilafranca              | 3de7     | 4de7a(c) | 2de6     | 2de7(i)  | –         | 1.250 |
| 5   | Colla Nova dels Xiquets de Tarragona  | 3de7     | 2de6     | Pde5     | 2de7(i)  | 3de7ps(i) | 1.000 |

## Estadística
Es van fer 23 intents de castells entre 5 colles i es van provar 8 construccions diferents que, en ordre de dificultat creixent, anaven des del 2 de 6 al 3 de 8. De les 23 temptatives que es van fer, es van descarregar 11 castells (52,3%) i se'n van carregar 5 més (23,8%), un total de 16 castells amb l'aleta completada (76,1%). La resta de castells provats van ser 5 intents fallits (23,8%). La xifra global de caigudes, d'entre castells que van fer llenya abans i després de l'aleta, va ser de 10 castells (47,6%).

### Per castell
La següent taula mostra l'estadística dels castells que es van provar al concurs de castells. Els següents castells apareixen ordenats, de major a menor dificultat, segons la valoració tradicional que se'ls atribueix a cada un.
| Castell                 | Descarregat | Carregat | Intent | Intent desmuntat | Total |
| ----------------------- | ----------- | -------- | ------ | ---------------- | ----- |
| 3 de 8                  | –           | 1        | –      | –                | 1     |
| Pilar de 6              | –           | –        | 1      | –                | 1     |
| 2 de 7                  | 1           | –        | 2      | –                | 3     |
| 3 de 7 aixecat per sota | 3           | –        | 2      | –                | 5     |
| 4 de 7 amb l'agulla     | 1           | 3        | –      | –                | 4     |
| 3 de 7                  | 3           | –        | –      | –                | 3     |
| Pilar de 5              | 1           | –        | –      | –                | 1     |
| 2 de 6                  | 2           | 1        | –      | –                | 3     |
| Total                   | 11          | 5        | 5      | 0                | 21    |
| Percentatge             | 52,3%       | 23,8%    | 23,8%  | 0%               | 100%  |

### Per colla
La següent taula mostra els castells intentats per cadascuna de les colles amb relació a la dificultat que tenen, ordenats de major a menor dificultat. En negreta, hi figuren els tres castells que van sumar en la puntuació final de cada colla.
| Pos. | Colla                                 | 3de8 | Pde6 | 2de7 | 3de7ps | 4de7a | 3de7 | 2de6 | Pde5 |
| ---- | ------------------------------------- | ---- | ---- | ---- | ------ | ----- | ---- | ---- | ---- |
| 1    | Colla Vella dels Xiquets de Valls     | c    | i    | d    | d      | d     |      |      |      |
| 2    | Nens del Vendrell                     |      |      |      | d      | c     | d    |      |      |
| 3    | Colla Vella dels Xiquets de Tarragona |      |      |      | d      | c     |      | c    |      |
| 4    | Castellers de Vilafranca              |      |      | i    |        | c     | d    |      | d    |
| 5    | Colla Vella dels Xiquets de Tarragona |      |      | i    | i,i    |       | d    | d    | d    |

## Taula de puntuacions
| Castell                            | Punts |
| ---------------------------------- | ----- |
| Pilar de cinc                      | 200   |
| Dos o torre de sis                 | 400   |
| Quatre de set                      | 400   |
| Tres de set                        | 400   |
| Quatre de set amb l'agulla o pilar | 500   |
| Cinc de set                        | 500   |
| Tres de set aixecat per sota       | 700   |
| Dos o torre de set                 | 800   |
| Quatre de vuit                     | 900   |
| Tres de vuit                       | 1300  |
| Pilar de sis                       | 1300  |